# Walihan Sailike
Walihan Sailike (en chino: 瓦里汗赛里克; 3 de marzo de 1992) es un deportista chino que compite en lucha grecorromana.
Participó en los Juegos Olímpicos de Tokio 2020, obteniendo una medalla de bronce en la categoría de 60 kg. Ganó una medalla de bronce en el Campeonato Mundial de Lucha de 2018, en la misma categoría.

## Palmarés internacional
| Juegos Olímpicos   | Juegos Olímpicos   | Juegos Olímpicos  | Juegos Olímpicos |
| Año                | Lugar              | Medalla           | Categoría        |
| ------------------ | ------------------ | ----------------- | ---------------- |
| 2020               | Tokio (Japón)      | Medalla de bronce | 60 kg            |
| Campeonato Mundial |                    |                   |                  |
| Año                | Lugar              | Medalla           | Categoría        |
| 2018               | Budapest (Hungría) | Medalla de bronce | 60 kg            |